# Matteo Pellicone
Matteo Pellicone (Reggio Calabria, 11 gennaio 1935 – Roma, 9 dicembre 2013) è stato un dirigente sportivo italiano.
È stato presidente della Federazione Italiana Judo Lotta Karate Arti Marziali per 32 anni, divenendo il più longevo presidente di federazione sportiva in Italia.

## Biografia
Dopo aver conseguito la laurea in Economia e Commercio, negli anni sessanta ha intrapreso la carriera dirigenziale prima a livello regionale, poi nel Consiglio Federale, in quella che all'epoca era definita "Federazione Italiana Lotta Pesi Judo" (FILPJ). Nel 1980 è stato eletto membro del direttivo della FILA (Fédération International Lutte Amateur), divenendone poi negli anni successivi vicepresidente. 
Il 29 marzo 1981 è stato eletto presidente della FILPJ, venendo sempre riconfermato nel corso delle assemblee elettive, ultima delle quali quella del 2012. Si è dimesso dalla carica il 29 novembre 2013 per motivi di salute, rimanendo in Federazione come presidente onorario. È deceduto il 9 dicembre dello stesso anno all'età di 78 anni.
Sotto la sua presidenza, l'Italia ha conquistato 730 medaglie nelle competizioni principali di judo, karate, arti marziali e lotta.
Gli è stato dedicato il Centro Olimpico Matteo Pellicone, comunemente chiamato PalaPellicone, è un impianto sportivo coperto di Roma che sorge al Lido di Castel Fusano. È il centro tecnico federale della Federazione Italiana Judo Lotta Karate Arti Marziali.